# Birgit Heide
Birgit Heide (* 1965) ist eine deutsche Prähistorische Archäologin und seit 1. August 2017 Direktorin des Landesmuseums Mainz.

## Beruflicher Werdegang
Birgit Heide studierte an der Universität Mainz Vor- und Frühgeschichte und promovierte 1997 mit der Dissertation Das ältere Neolithikum im westlichen Kraichgau. Als wissenschaftliche Mitarbeiterin war Heide am Museum für Vor- und Frühgeschichte der Staatlichen Museen zu Berlin tätig.
Im August 1999 begann sie ihre Tätigkeit am Landesmuseum Mainz als wissenschaftliche Mitarbeiterin, dann als Leiterin der Archäologischen Abteilung und stellvertretende Direktorin, zuletzt als kommissarische Leiterin. Heide kuratierte zahlreiche Sonderausstellungen, unter anderem die archäologische Landesausstellung 2017 vorZEITEN – Archäologische Schätze an Rhein und Mosel. Im Juli 2017 wurde sie in der Nachfolge von Andrea Stockhammer zur neuen Direktorin des Landesmuseums Mainz berufen.

## Publikationen
- Das ältere Neolithikum im westlichen Kraichgau (= Internationale Archäologie. 53). Leidorf, Rahden/Westf. 2001, ISBN 3-89646-325-X (zugleich: Mainz, Universität, Dissertation, 1997).
- mit Andreas Thiel: Sammler, Pilger, Wegbereiter. Die Sammlung des Prinzen Johann Georg von Sachsen. von Zabern, Mainz 2004, ISBN 3-8053-3447-8 (Ausstellungskatalog Mainz, Freiburg und Dresden).[3]
- als Herausgeberin: Leben und Sterben in der Steinzeit. von Zabern, Mainz 2003, ISBN 3-8053-2949-0 (Ausstellungskatalog Landesmuseum Mainz).
- als Redakteurin mit Felicitas Hofmann: Michael Hofmann und Frank Römer: Vom Stabbohlenhaus zum Haus der Wirtschaft. Ausgrabungen in Alt-Cölln, Breite Straße 21 bis 29 (= Beiträge zur Denkmalpflege in Berlin. 14). Mit Beiträgen von Franz Adrian Dreier und Norbert Benecke. Schelzky und Jeep, Berlin 1999, ISBN 3-89541-147-7.